# Roberto Aguayo
(en) Statistiques sur pro-football-reference
Roberto Aguayo, né le 17 mai 1994 à Mascotte, est un sportif professionnel américain de football américain ayant joué au poste de placekicker dans la National Football League (NFL) pendant six saisons (2016-2021).
Au niveau universitaire, il a joué pour les Seminoles de Florida State dans la NCAA Division I FBS pendant quatre saisons (2012-2015). Il y remporte le Lou Groza Award 2013.
Il se présente ensuite à la draft 2016 de la NFL où il est sélectionné en 59e place par la franchise des Buccaneers de Tampa Bay. Il y reste une saison avant de rejoindre diverses équipes de la NFL sans parvenir à y intégrer d'effectif final. 

## Biographie

### Carrière universitaire

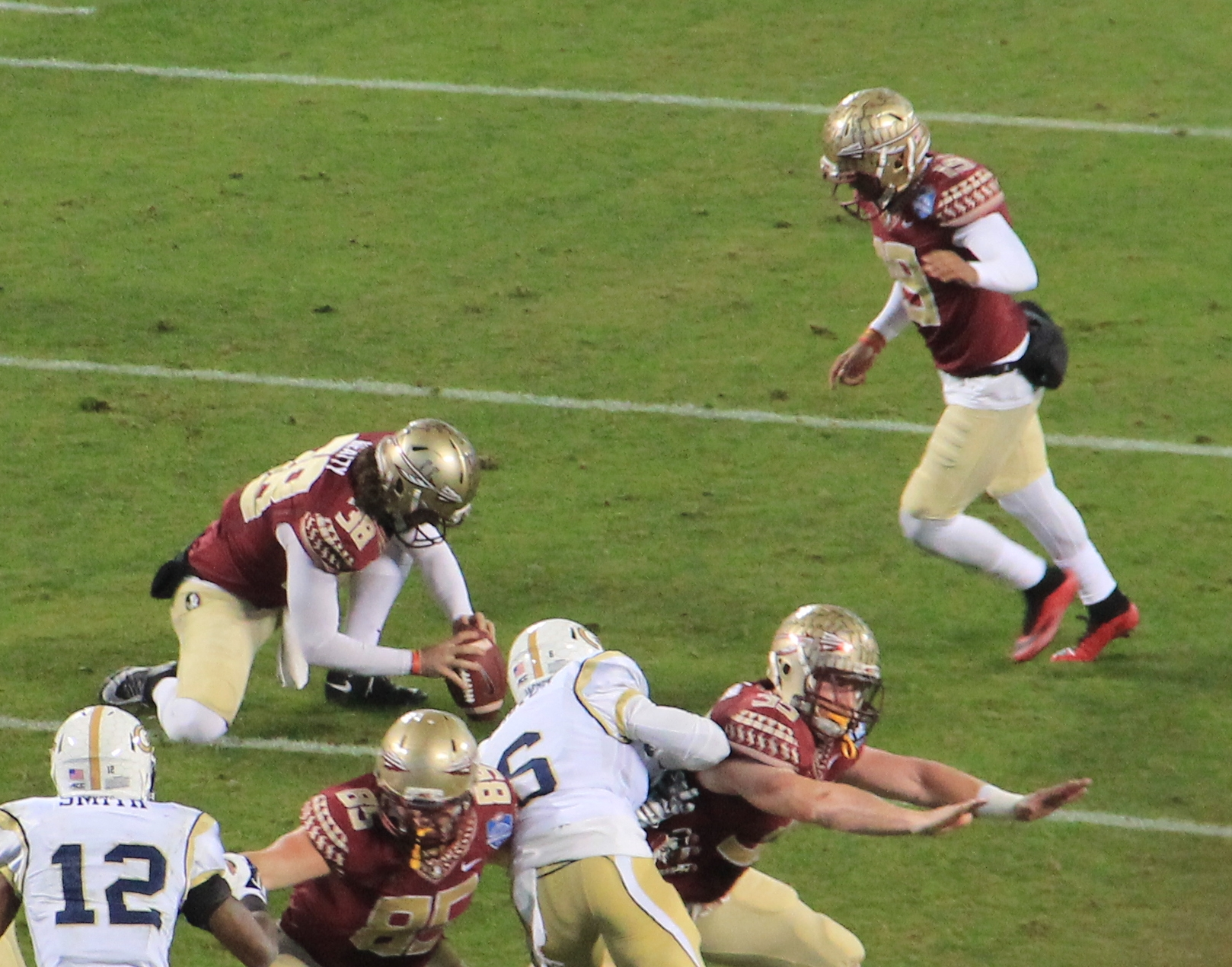
Aguayo en 2014 contre Georgia Tech.

Aguayo sous statut redshirt ne joue pas lors de sa première saison pour les Seminolles de l'université d'État de Floride. En 2013, avec 157 points inscrits et 21 field goals transformés, il mène les statistiques de l'ACC et le 12 décembre 2013, il remporte le Lou Groza Award.
L'année suivante, Aguayo est de nouveau le meilleur en ACC au nombre de field goals transformés (27). Il annonce le 6 janvier 2016 son intention de faire l'impasse sur sa dernière année d'éligibilité afin de se présenter à la draft 2016 de la NFL. En trois saisons universitaires, il compte 69 field goals réussis sur 78 ainsi que 198 extra points inscrits sur 198 tentés.

### Carrière professionnelle

#### Draft
Aguayo est sélectionné lors du en 59e choix global lors du deuxième tour de la draft 2016 de la NFL par les Buccaneers de Tampa Bay.
Cette sélection, inhabituellement haute pour un kicker, est notamment dû au fait qu'il est considéré comme l'un des kickers le plus précis de l'histoire du football américain universitaire aux États-Unis.

#### Buccaneers de Tampa Bay
Aguayo signe son contrat rookie le 7 juin 2016 incluant un montant de 1,15 million de dollars en primes diverses,.
En 11e semaine, il réussit quatre field goals (sur 4 tentés) et est désigné meilleur joueur NFL des équipes spéciales de la semaine. Il termine cependant la saison avec le pire pourcentage de la ligue en transformation de field goals (22 réussis sur 31 tentés). Pendant l'inter saison, les Buccaneers engagent Nick Folk (en) pour entrer en concurrence avec Aguayo. Après avoir raté une transformation de field goal de 47 yards et un extra point lors du premier match d'avant saison 2017, il est libéré par Tampa Bay le 12 août 2017.

#### Bears de Chicago
Le 13 août 2017, Aguayo est engagé par les Bears de Chicago mais est libéré le 2 septembre 2017.

#### Panthers de la Caroline
Le 25 octobre 2017, Aguayo est engagé par les Panthers de la Caroline où il intègre l'équipe d'entraînement (practice squad) . Il est libéré le 12 décembre 2017.

#### Chargers de Los Angeles
Le 10 janvier 2018, Aguayo signe un contra de future réserve avec les Chargers de Los Angeles.
Bien qu'ayant joué à la perfection en matchs de préparation (6 extra points réussis sur 6 et 3 field goals réussis sur 3 dont celui qui donne la victoire lors du dernier match), Caleb Sturgis lui est préféré et n'étant pas retenu dans l'effectif final, il est libéré le 1er septembre 2018.

#### Patriots de la Nouvelle-Angleterre
Après pratiquement deux saisons en tant qu'agent libre, les Patriots de la Nouvelle-Angleterre reçoivent la visite d'Aguayo le 21 décembre 2020 et le signent le 26 décembre 2020 dans leur équipe d'entraînement . Il y signe un contrat de future réserviste le 4 janvier 2021. En compétition avec Nick Folk (en) et Quinn Nordin (en), il est libéré le 17 juin 2021.

## Statistiques
| Année       | Équipe                     | Statut      | MJ |        | Field goals | Field goals | Field goals | Field goals |         | Extra Points | Extra Points | Extra Points |
| Année       | Équipe                     | Statut      | MJ | Tentés | Réussis     | %           | Long        | Tentés      | Réussis | %            |              |              |
| 2013        | Seminoles de Florida State | Fr.         | 14 | 22     | 21          | 95,5        | ?           | 94          | 94      | 100,0        |              |              |
| 2014        | Seminoles de Florida State | So.         | 14 | 30     | 27          | 90,0        | ?           | 55          | 55      | 100,0        |              |              |
| 2015        | Seminoles de Florida State | Jr.         | 13 | 26     | 21          | 80,8        | ?           | 49          | 49      | 100,0        |              |              |
| Totaux NCAA | Totaux NCAA                | Totaux NCAA | 41 | 78     | 39          | 88,5        | ?           | 198         | 198     | 100,0        |              |              |

| Taille        | Poids          | Bras           | Main          | Sprint   | Sprint   | Sprint   | Shuttle 20 yards | 3 cones drill | Détente   | Détente     | Développé couché | Test Wonderlic |
| Taille        | Poids          | Bras           | Main          | 40 yards | 10 yards | 20 yards | Shuttle 20 yards | 3 cones drill | verticale | horizontale | Développé couché | Test Wonderlic |
| 1,83 m (6 ft) | 94 kg (207 lb) | 81 cm (31¾ in) | 25 cm (9⅞ in) | -        | -        | -        | -                | -             | -         | -           | -                | -              |

| Année  | Équipe                  | MJ |        | Field goals | Field goals | Field goals | Field goals |         | Extra Points | Extra Points | Extra Points |
| Année  | Équipe                  | MJ | Tentés | Réussis     | %           | Long        | Tentés      | Réussis | %            |              |              |
| 2016   | Buccaneers de Tampa Bay | 16 | 31     | 22          | 71,0        | 43          | 34          | 32      | 94,1         |              |              |
| Totaux | Totaux                  | 16 | 31     | 22          | 71,0        | 43          | 34          | 32      | 94,1         |              |              |

## Vie privée
Ricky Aguayo, plus jeune frère de Roberto, lui a succédé au poste de kicker pour les Seminoles de Florida State en 2016
Aguayo est origine mexicaine. En 2019, il habitait à Jupiter en Floride avec son épouse Courtney et ses deux caniches : Groza et Stella jusqu'à son divorce en janvier 2021.
Il joue au golf et a effectué un stage avec la Professional Golfers' Association of America en 2019.